# Plastic Nee-san
Plastic Nee-san (＋チック姉さん, Purasu Chikku Neesan) é uma série de mangá ilustrada por Cha Kurii e publicada na Young Gangan desde setembro de 2009. Uma adaptação em anime de 12 episódios foi produzida pela Barnum Studio e TYO Animations e lançada em 2011 e 2012. Os cinco primeiros episódios foram originalmente lançados on-line e, posteriormente, em DVD e Blu-ray, juntamente com o restante.

## Enredo
A narrativa de Plastic Nee-san gira em torno de três alunas: Iroe Genma, Makina Sakamaki, e Hazuki Okamoto. Elas estão em um clube de construção de miniaturas de plástico, interagindo entre si e com colegas.

## Personagens
Iroe "Nee-san" Genma (源間色絵, Genma Iroe)
Voz de: Mari Kano
A principal protagonista da série. Iroe é a chefe do Clube de Miniaturas, apelidada de "Nee-san" (姉さん). Apesar de sua baixa estatura, seus alunos (e alguns adultos) a chamam por esse apelido. Por outro lado, seus colegas de classe a chamam de "Chibiko" (チビ子). Ela geralmente é vulgar, ultrajante e uma grande causadora de problemas. Ela gosta de ser o centro das atenções e tirar sarro de seus colegas de clube. Ela possui uma miniatura de um castelo em sua cabeça antes de perder o interesse em modelos.
Hazuki "Okappa" Okamoto (岡本葉月, Okamoto Hazuki)
Voz de: Yumi Uchiyama
Uma das colegas da Nee-san, Hazuki é uma das membros do Clube de Miniaturas, apelidada de "Okappa" (オカッパ). Ela é uma colega de classe de Makimaki e senta-se ao lado dela na sala de aula. Ela costuma ser equilibrada e calma, mas é propensa a ficar violenta e monstruosa quando se trata de palhaçadas da Nee-san. Ela é mostrada como tendo um lado gentil e carinhoso, mais tarde atribuído aos esporádicos "Dias Okappa". Ela é fraca contra insetos, especialmente baratas grandes. Ela possui um modelo de trem na cabeça antes de perder o interesse em modelos.
Makina "Makimaki" Sakamazaki (坂崎真喜奈, Sakamazaki Makina)
Voz de: Marina Inoue
Uma das colegas da Nee-san, Makina é uma das membras do Clube de Miniaturas, apelidada de "Makimaki" (マキマキ). Ela é uma colega de classe de Okappa e senta-se ao lado dela na sala de aula. Ela é a membra mais racional do Clube de Miniatura. Ela estava acima do peso durante todo o ensino fundamental antes de perder peso rapidamente no ensino médio. Ela possui um modelo de tanque em sua cabeça antes de perder o interesse em modelos.
Kuniki (国木)
Voz de: Kishō Taniyama
Um estudante do ensino médio, Kuniki é o capitão musculoso do time de beisebol. Ele veste roupas íntimas femininas e geralmente se expõe em público. Por isso, ele é bem conhecido mesmo em outras escolas.
Mizuno (ミズノ)
Voz de: Masayo Kurata
Professora de 33 anos, Mizuno leciona educação saudável. Apesar de sua idade e status, ela ainda chama Iroe de "Nee-san". Ela também é a melhor amiga do professor Masuda, a quem se refere carinhosamente como "Masuda-chan". Ela tem lembranças amargas de seu ex-namorado terminar com ela por causa das costas peludas.
Azuma (東)
Voz de: Kenji Akabane
Um calouro do ensino médio, Azuma é frequentemente visto com seu parceiro, membro do conselho estudantil. A dupla já foi encurralada por uma dupla de delinquentes, mas foram "salvos" por Kuniki. Devido a esse encontro, eles agora têm medo dele. Também é revelado que ele mora sozinho e se alimenta principalmente de junk food, como pães doces.
Sanada (サナダ)
Voz de: Daichi Kinbara
Um colegial, Sanada é um colega de classe de Nee-san. Ele chama Nee-san de "Chibiko" ("Pequena"). Ele é um membro do time de basquete.
Saotomi Ishihara (石原里美, Ishihara Saotomi)
Voz de: Chiwa Saito
Uma estudante do ensino médio, Saotomi é uma estudante gordinha e misteriosa que se autodenomina "bonita". Ela acredita que os cuidados com os cabelos e a pele são importantes e geralmente dão conselhos desnecessários ao Clube de Miniaturas.
Uno (ウノ)
Voz de: Shiori Izawa
Ela é a irmã gêmea de Sano. Nee-san costuma sair com elas quando não está no Clube de Miniaturas. Como Nee-san, ela tem uma baixa estatura e um peito achatado.
Sano (佐野)
Voz de: Yuka Saotome
Ela é a irmã gêmea de Uno. Nee-san geralmente sai com elas quando não está no Clube de Miniaturas. Como Nee-san, ela tem uma baixa estatura e um peito achatado.
Tada (タダ)
Voz de: Kenichi Koike
Um calouro do ensino médio, Tada é um membro do time de beisebol. Ele gosta de meias acima do joelho, especialmente as de Makimaki.
Cindy (シンディ, Shindi)
Voz de: Chiwa Saito
Uma colegial gigantesca, ela é mostrada atormentando as gêmeas Uno e Sano e as força a fazer mochi para ela.
Yuria Himekawa (ユリア 姫川, Himekawa Yuria)
Uma colegial, Himekawa é um colega de classe de Nee-san. Como Sanada, ela chama Nee-san de "Chibiko" ("Pequena"). Ela é membra da equipe do time de basquete. Ela é alta, bonita e tem seios grandes e, por isso, os meninos de sua classe enviaram seu currículo para um escritório de entretenimento. Seu aniversário é 23 de agosto.

## Mídia
O mangá é ilustrado por Cha Kurii e publicado na Young Gangan desde setembro de 2009. Ele possui um total de treze volumes e dois spin offs intitulados MeMeMeMeMeMeMeMeMeMehera... (メメメメメメメメメメンヘラぁ…) e Aoikokoro ga chikyū o waru (アオイココロが地球を割る).